# Lijst van piratenfilms
| Dit is een lijst van piratenfilms. - 1908 The Pirate's Gold - 1911 The Black Pirate (1911) - 1912 Treasure Island (1912) - 1913 Pirate Gold (1913) - 1915 Pirate Haunts - 1916 Daphne and the Pirate - 1918 The Sea Panther - 1918 Treasure Island (1918) - 1920 Pirate Gold (1920) - 1920 Treasure Island (1920) - 1921 Black Vulmea - 1921 Cold Steel (1921) - 1922 Le Flibuster - 1922 Captain Kidd (1922) - 1923 The Love Pirate - 1924 The Buccaneers (1924) - 1924 Captain Blood (1924) - 1924 Peter Pan (1924) - 1925 Clothes Make the Pirate - 1926 The Black Pirate (1926) - 1926 Breed of the Sea - 1926 Sons of the Sea - 1927 The Road to Romance - 1929 Pirates of Panama - 1930 Hell Harbor - 1934 Treasure Island - 1934 Pirate Treasure - 1935 Captain Blood (1935) - 1935 China Seas - 1935 Pirate Party on Catalina Isle - 1936 Captain Calamity - 1937 Dr. Syn - 1938 The Buccaneer (1938) - 1938 Spawn of the North - 1940 The Sea Hawk - 1942 The Black Swan - 1942 Reap the Wild Wind - 1944 El Corsario negro - 1944 The Princess and the Pirate - 1944 Frenchman's Creek (1944) - 1945 Captain Kidd, Adventures on the High Seas - 1945 The Spanish Main - 1947 Pirate of Monterey - 1947 The Sea Hound - 1947 Buccaneer Bunny - 1948 The Pirate (1948) - 1949 Pirate's of Capri - 1949 Barbary Pirate - 1949 The Mutineers - 1949 Gun Cargo - 1950 Last of the Buccaneer's - 1950 Buccaneer's Girl - 1950 Fortunes of Captain Blood - 1950 Pirates of the High Seas - 1950 Two Lost Worlds - 1950 Treasure Island - 1950 The Fortunes of Captain Blood - 1951 La Vendetta del Corsaro - 1951 Double Crossbones - 1951 La Flibustiere des Antilles - 1951 Anne of the Indies aka La Mujer Pirata - 1951 Hurricane Island - 1952 Abbott and Costello Meet Captain Kidd - 1952 Captain Pirate - 1952 Against All Flags - 1952 Blackbeard, The Pirate - 1952 The Crimson Pirate - 1952 The Golden Hawk - 1952 Caribbean Gold - 1952 Yankee Buccaneer - 1953 Peter Pan animatie - 1953 Prince of Pirates - 1953 Fair Wind to Java - 1953 The Great Adventures of Captain Kidd - 1953 The Master of Balan Trae (1953) - 1953 Mutiny on the Bounty (1953) - 1953 The Raiders of the Seven Seas - 1954 Captain Kidd and the Slave Girl - 1954 Long John Silver (film) - 1954 The Black Pirates - 1955 Pirates of Tripoli - 1956 The Buccaneers (1956) - 1958 La Bigorne - 1958 The Buccaneer (1958) - 1960 The Boy and the Pirates - 1960 Captain Blood (1960) - 1960 Queen of the Pirates aka La Venere dei Pirati - 1961 The Adventure of Mary Read aka Le Avventure di Mary Read - 1961 Gordon, il pirata nero - 1961 Rage of the Buccaneers - 1961 Pirates of Tortuga - 1961 Morgan, il Pirata - 1962 Captain Clegg - 1962 Hero's Island - 1962 The Pirates of Blood River - 1962 Mutiny on the Bounty (1962) - 1962 The Son of Captain Blood - 1962 Seven Seas to Calais - 1963 The Lion of St.Mark - 1964 The Devil Ship Pirates - 1964 Treasure Island - 1965 A High Wind in Jamaica - 1965 Cold Steel for Tortuga - 1966 L'Ammutinamento - 1967 The Kings Pirate - 1967 The Sea Pirate - 1968 Blacbeards Ghost - 1970 Pippi in Taka Tuka Land - 1971 The Light at the Edge of the World - 1972 Treasure Island - 1973 Ghost in the Noonday Sun - 1973 Scalawag - 1976 Il Corsaro nero - 1976 Swashbuckler - 1980 The Island - 1981 Los Diablos del mar - 1982 The Pirate Movie - 1983 The Pirates of Penzance - 1983 Nate and Hayes (film) - 1983 Yellowbeard - 1984 The Master of Ballantrae (1984) - 1984 The Bounty - 1984 The Pirate (1984) - 1985 Treasure Island (1985) - 1986 Pirates (1986) - 1986 Return to Treasure Island (1986) - 1986 The Goonies - 1987 Walker (film) - 1990 Treasure Island (1990) - 1990 Shipwrecked - 1991 Prince Pirate - 1991 Pirate's Island - 1991 Hook - 1992 Captain Ron - 1995 Magic Island - 1995 Cutthroat Island - 1998 Frenchman's Creek (1998) - 1999 Treasure Island (1999) - 1999 The Legend of Pirates Point - 1999 The Lost Treasure of Sawtooth Island - 1999 Il Pirate's - 2002 Treasure Planet animatie - 2003 Pirates of the Caribbean: The Curse of the Black Pearl - 2003 Peter Pan:the movie - 2005 Jolly Roger: Massacre at Cutter's Cove - 2005 Pirates - 2006 Pirates of the Caribbean: Dead Man's Chest - 2006 Pirates Of Treasure Island - 2006 Blackbeard - 2006 Blackbeard (2006) - 2006 A Pirate's Heart aka Stortebeker - 2007 Pirates of the Caribbean: At World's End - 2008 Pirates II: Stagnetti's Revenge - 2009 Captain Kidd (2009) - 2011 Pirates of the Caribbean: On Stranger Tides - 2012 The Pirates! Band of Misfits animatie - 2017 Pirates of the Caribbean: Dead Men Tell No Tales | Films naar genre animatiefilm biopic fantasy film noir historisch drama horror kerstfilm komedie misdaad musical oorlogsfilm piratenfilm postapocalyptische film punkfilm rampenfilm sciencefiction vampierfilm western zombiefilm |
| Films naar genre | |
| animatiefilm biopic fantasy film noir historisch drama horror kerstfilm komedie misdaad musical oorlogsfilm piratenfilm postapocalyptische film punkfilm rampenfilm sciencefiction vampierfilm western zombiefilm | |